# Fabronia pusilla
Fabronia pusilla là một loài Rêu trong họ Fabroniaceae. Loài này được Raddi miêu tả khoa học đầu tiên năm 1808.